# 柳佐
柳佐（1559年—1625年），字宗相，號赓虞，山東東昌府臨清州人，民籍，明朝政治人物。

## 生平
萬曆十年（1582年）壬午科山東鄉試第三名，萬曆十四年（1586年）丙戌科会试一百四名，廷试三甲一百七十九名進士。礼部观政，本年十二月授山西夏縣知縣，十五年十二月調繁曲沃縣。二十年十月以卓異行取，擢南京浙江道監察御史，二十二年巡视凤阳倉，因力爭儲議，罷職为民歸里。
泰昌元年（1620年），起為光禄寺丞，天啓元年（1621年）二月升本寺少卿，五月改任南京太仆寺少卿，二年六月升北太僕寺卿添注，十一月补为正职，三年九月升工部右侍郎，尋轉左侍郎，署部事，五年正月以明慶陵完工，加升太子太保、本部尚书、协理部事，工部尚書，三月卒于官，贈少保。

## 家族
曾祖柳端，曾任壽官；祖父柳澤，曾任儒官，以伯子柳明贈永平府通判、承德郎；父柳曉（1537年-1578年），字子喻，號三橋，曾任廩生。母王氏（1537年-1560年），贈孺人；繼母湯氏。